# FoodNotify
FoodNotify (aus englisch food „Nahrungsmittel“ und to notify „benachrichtigen“) ist ein cloudbasierter Onlinedienst für Gastronomie, Hotellerie und Catering mit Sitz in Wien. Das Unternehmen bietet eine Software für Rezeptmanagement, Bestellungen bei Lieferanten und Großhändlern, Warenwirtschaft und die Erstellung verordnungskonformer Speisekarten. Die Software erfüllt die EU-Lebensmittel-Informationsverordnung und deckt die gesetzliche Regelung für Deutschland, Österreich und die Schweiz ab. Die gesamten administrativen Abläufe der Gastronomie, Hotellerie und Gemeinschaftsverpflegung wie Bestellung, Lagerverwaltung, Rezepterfassung und Kalkulation werden durch FoodNotify digitalisiert und so vereinfacht. FoodNotify wurde bereits in mehreren Tages- und Fachzeitungen sowie Magazinen vorgestellt (Die Presse, Rolling Pin).

## Funktionen
- Zugangskonto:

FoodNotify ist eine Cloudlösung, bei der Nutzer zuerst ein FoodNotify-Konto anlegen müssen, um den Dienst verwenden zu können. Das Konto kann von beliebig vielen Endgeräten genutzt werden.
- Unabhängige Bestellplattform:

Mit der Software von FoodNotify kann der User seinen Warenbedarf bestellen. Dabei fungiert FoodNotify als unabhängige Bestellplattform, auf der der Nutzer die Zugangskonten seiner unterschiedlichen Großhändler bei FoodNotify hinterlegt und seine Produkte direkt im System, zu seinen persönlichen Konditionen und ohne Aufschlag, bestellen kann. Möglich ist das bei allen Großhändlern und regionalen Spezialitätenanbietern, die einen Kooperationsvertrag mit FoodNotify haben. Für Ketten- und Kantinenbetriebe gibt es darüber hinaus noch die Möglichkeit, mehrere Bestellkonten mit unterschiedlichen Berechtigungen zu erstellen. So können Kettenbetriebe ihr Bestellmanagement mit FoodNotify organisieren.
- Rezeptmanagement inkl. Allergen-, Nährwert- und Zusatzstoffkennzeichnung:

Über FoodNotify können Nutzer ihre Rezepte digital verwalten. Neben bereits vorhandenen Rezepten können auch eigene Rezepte vom Nutzer angelegt werden. Dafür steht dem Nutzer eine Artikeldatenbank zur Verfügung, die sich aus den Daten der Gastronomiegroßhändler speist. FoodNotify arbeitet bereits mit über 1200 Lieferanten zusammen, die an das System angebunden sind und täglich ihre Artikeldaten übertragen und aktualisieren. Auf Basis dieser Daten werden die Rezepte des Nutzers auf Allergene, Nährwerte und Zusatzstoffe geprüft und gekennzeichnet. Das, dem Gesetz nach, verpflichtende Produktblatt wird bei der Erfassung des Rezeptes automatisch erstellt.
Neben der Allergen-, Nährwert- und Zusatzstoffkennzeichnung beinhaltet das Rezeptmanagement eine Funktion, mit der die CO2-Werte der Rezepte und Zutaten automatisch ermittelt werden.
- Speisenkalkulation und Mengenrechner:

Der Nutzer kann mit FoodNotify seinen Wareneinsatz sowie seinen Deckungsbeitrag automatisch errechnen. Das geschieht ebenfalls auf Basis des direkten Datenaustausches der Preise und Artikel mit den Großhändlern. Neben der Speisenkalkulation besteht die Möglichkeit, die Mengen der Zutaten auf die gewünschte Portionsmenge aufzurechnen. Die benötigten Zutatenmengen können dann über die Bestellplattform direkt geordert werden.
- Speisekartendesigner:

Schließlich kann der User aus seinen erfassten Rezepten Speise- und Wochenkarten erstellen. Diese Menükarten weisen Allergene, Nährwerte und alle anderen gesetzlich geforderten Informationen der Speisen automatisch aus. Für die Erstellung der Speise- und Wochenkarten bietet FoodNotify mehrere Designvorlagen, die der User nach Wunsch individualisieren kann.
- Warenwirtschaft:

Im Jänner 2018 hat FoodNotify ein Modul zum Automatisieren der Warenwirtschaft vorgestellt. Der Warenfluss eines Restaurants wird dabei mit Hilfe der Anbindung an ein elektronisches Kassensystem einerseits und den Lieferanten andererseits stark digitalisiert. Der Nutzer kann so den Echtzeit-Lagerstand abfragen und neu eingetroffene Ware automatisch verbuchen. Weiters besteht für den Nutzer die Möglichkeit, Inventuren durchzuführen und tagesaktuelle Kennzahlen seines Betriebes auf einen Blick einzusehen.
- Catering-Management:

Mit dem erweiterbaren Catering-Modul haben Nutzer die Möglichkeit, Veranstaltungen zu planen und zu verwalten. Das Modul ist mit der Bestellplattform, dem Rezeptmanagement und der Warenwirtschaft verknüpft, wodurch den Usern mehrere Funktionen zur Verfügung stehen. Dazu gehören zum Beispiel: Wareneinsatz auf Event- oder Gast-Basis berechnen, Zuständigkeiten für das Personal vergeben, Informationen zum benötigten Equipment definieren oder automatische Bestellvorschläge nach Eventbedarf erhalten.
- Gastro-Analytics:

Im erweiterbaren Modul Gastro-Analytics erhält der Nutzer individuelle Analysen, Auswertungen und Berichte zu den für ihn relevanten Kennzahlen. Basis dafür bilden die gesammelten Daten aus den Rezepten, Bestellungen und warenbezogenen Prozessen.
- Erweiterungen zu anderen Systemen:

Darüber hinaus können Nutzer über Schnittstellen andere Systeme an FoodNotify anbinden, wie Kassensysteme, Performance Management Systeme oder Kreditorenmanagementsysteme. Die Software verfügt ebenfalls über eine offene Schnittstelle, an die weitere Systeme angebunden werden können.

## Programme

### Webbrowser
Im November 2014 veröffentlichte FoodNotify die webbasierte Software.

### Mobile Geräte
Es existieren Apps für Android und iOS.

## Geschichte
Die eigentliche Idee des im April 2014 gegründeten Unternehmens war es, eine Rezeptplattform für Endkunden zu entwickeln. Dieses Projekt scheiterte jedoch an einer nicht erhaltenen Förderung im Juni 2014. Im Anschluss richtete sich das Start-Up strategisch neu aus und fokussierte sich auf die digitale Erfüllung der Lebensmittelinformationsverordnung [(Nr. 1169/2011 – LMIV)]. Diese Neuausrichtung entsprach den Zeichen der Zeit und löste ein damals aktuelles und bis dahin ungelöstes Problem der Gastronomie: die Lebensmittelinformationsverordnung. Mit dem neuen Fokus des Unternehmens funktionierte es auch mit der Förderung: INiTS, ein universitärer Inkubator, unterstützte „FoodNotify“.
Ab November 2014 bot FoodNotify den Gastronomen online die zu diesem Zeitpunkt innovative und einzigartige Möglichkeit Allergene, Zusatzstoffe und Nährwerte ihrer Speisen auszuweisen. Mit diesem Angebot konnten die Gastronomen einfacher der von der Europäischen Union erlassenen „Allergenkennzeichnungs-Pflicht“ [(Nr. 1169/2011 – LMIV)] entsprechen. Dieses Lösungsangebot machte FoodNotify rasch in einer breiteren Öffentlichkeit bekannt. Große Aufmerksamkeit erlangte das Unternehmen, indem es bereits im Jahr 2015 einen Kooperationsvertrag mit dem ebenfalls auf das Wiener Start-Up aufmerksam gewordene Großhandelsunternehmen Metro Cash & Carry unterzeichnete. Aufgrund des Erfolges in Österreich wurde das Konzept 2016 auch von METRO Deutschland übernommen. Im November 2016 konnte mit dem C&C Großhändler AGM ein weiterer großer Partner gewonnen werden. 2017 sind weitere Lieferantenpartner wie Eurogast, Kröswang, Wedl etc. dazugekommen. Heute deckt FoodNotify mit seinem Kooperationsnetz den Großteil des Handelsangebots der österreichischen, deutschen und schweizerischen Gastronomie ab.
Das Forbes-Magazin Österreich berichtete in einem vierseitigen Artikel detailliert über den Werdegang und die Ausrichtung des Unternehmens.
Gemeinsam mit der Kreditorenmanagement-Software billbox, dem Personalverwaltungssystem E2N und dem Performance-Management-System sell & pick erarbeitete FoodNotify das digitale Gastronomiekonzept Cosmo Burger. Dieses zeigt die Möglichkeiten und Vorteile der Digitalisierung in der Gastronomie, die durch systemübergreifende Verknüpfungen zustande kommen.
Im Jahr 2020 wurde FoodNotify gemeinsam mit 15 anderen Start-ups aus Österreich ausgewählt, an der GoSiliconValley-Initiative der Wirtschaftskammer Österreich teilzunehmen. Es handelt sich dabei um ein Accelerator-Programm, bei dem österreichische Start-ups ihre Geschäftsmodelle Investoren im Silicon Valley präsentieren.
Im September 2021 startete das Innovationsnetzwerk Foodservice Digital Hub, das von der Universität Leipzig koordiniert wird und an dem FoodNotify als einer der 16 Partner beteiligt ist. Das Ziel ist es, digitale Lösungen und Konzepte für die Gastronomiebranche zu erarbeiten.

## Unternehmensinformationen
FoodNotify ist ein Start-up-Unternehmen, das 2014 in Wien von Thomas Primus, Christina Primus, Mirza Muharemagic und Adnan Hanic gegründet wurde. Initiator Thomas Primus ist seit Anfang Geschäftsführer des Unternehmens. Im Juli 2016 wurde dem Unternehmen der Titel Austria’s Born Global Champions, einer Auszeichnung der Wirtschaftskammer Österreich in der Kategorie Food & Drink verliehen. Im Jahr 2020 erhielt FoodNotify den österreichischen IT-Wirtschaftspreis eAward in der Kategorie Gewerbe & Tourismus.